# Acrapex lepta
Acrapex lepta là một loài bướm đêm thuộc họ Noctuidae. Nó là loài đặc hữu của Lesotho.